# بوار (صربستان)
بوار (به صربی: Buar) یک روستا در صربستان است که در اوژیتسه واقع شده‌است. بوار ۱٬۴۱۵ نفر جمعیت دارد.